# Le Puy-en-Velay
Le Puy-en-Velay (antični Anicium, okcitansko Lo Puèi de Velai) je mesto in občina v osrednji francoski regiji Auvergne, prefektura departmaja Haute-Loire. Leta 2012 je mesto imelo 18.599 prebivalcev.

## Geografija
Kraj leži v središču pokrajine Velay (Languedoc) ob reki Loari, 126 km jugovzhodno od Clermont-Ferranda in 134 km jugozahodno od Lyona.

## Uprava
Le Puy-en-Velay je sedež štirih kantonov:
- Kanton Le Puy-en-Velay-1 (južni del občine Le Puy-en-Velay, občine Ceyssac, Espaly-Saint-Marcel, Vals-près-le-Puy: 11.991 prebivalcev),
- Kanton Le Puy-en-Velay-2 (severni del občine Le Puy-en-Velay, občine Aiguilhe, Chadrac, Chaspinhac, Le Monteil, Polignac: 12.773 prebivalcev),
- Kanton Le Puy-en-Velay-3 (vzhodni del občine Le Puy-en-Velay, občine Blavozy, Brives-Charensac, Saint-Germain-Laprade: 11.302 prebivalca),
- Kanton Le Puy-en-Velay-4 (jugovzhodni del občine Le Puy-en-Velay, občini Arsac-en-Velay, Coubon: 11.939 prebivalcev).

Mesto je prav tako sedež okrožja, v katerega so poleg njegovih vključeni še kantoni Emblavez-et-Meygal, Mézenc, Plateau du Haut-Velay granitique, Saint-Paulien in Velay volcanique s 95.478 prebivalci (v letu 2011).

## Zgodovina
Območje Le Puya je bilo za časa Rimljanov naseljeno s keltskim plemenom Vellavi. Njegov pomen se prične stopnjevati v 6. stoletju, po zatonu Rimskega cesarstva. V 10. stoletju je postal grofijsko in škofijsko središče, po čudežnih ozdravljenjih pa se je začelo tudi romanje v ta kraj. Postal je tudi izhodišče ene od štirih romarskih poti v Santiago de Compostelo (via Podiensis). Leta 1095 je bil mestni škof Adhémar de Monteil na  koncilu v Clrmontu s strani papeža Urbana II. izbran za legata in duhovnega vodjo prve križarske vojne. Le Puy je sprva upravljal akvitanski vojvod, v letu 1162, po sporu s tedanjim škofom Le Puya, pa je bil dodeljen škofiji. Od 1307 dalje je bil v sklopu s francosko krono v provinci Languedoc.

## Znamenitosti
Le Puy-en-Velay je na seznamu francoskih umetnostno-zgodovinskih mest.
- romanska stolnica Marijinega oznanjenja iz 11. do 13. stoletja, na seznamu francoskih zgodovinskih spomenikov (1862) in UNESCOve svetovne kulturne dediščine kot del Poti v Santiago de Compostelo (1998),
- dominikanska cerkev sv. Lovrenca iz 13. in 14. stoletja, zgodovinski spomenik od leta 1906,
- cerkev sv. Jurija, nekdanja kapela jezuitskega kolegiala,
- umetnostno-zgodovinski muzej Musée Crozatier, ustanovljen leta 1868
- skala rocher Corneille z monumentalnim kipom Notre-Dame de France. Kip Device Marije je bil postavljen leta 1860, izdelan iz litega železa 213-ih topov, zajetih pri Sevastopolu med Krimsko vojno (1855).

## Pobratena mesta
- Brugherio (Lombardija, Italija),
- Mangualde (Portugalska),
- Meschede (Severno Porenje - Vestfalija, Nemčija),
- Tonbridge (Anglija, Združeno kraljestvo),
- Tortosa (Katalonija, Španija).